# Hedemora domsaga
Hedemora domsaga var en domsaga i Kopparbergs län. Den bildades den 26 januari 1858 och upplöstes 1971 i samband med tingsrättsreformen i Sverige. Domsagan överfördes då till Hedemora tingsrätt. Den 1 september 2001 upphörde Hedemora tingsrätt och domsaga och kommunerna i domsagan övergick till Falu domkrets.
Domsagan lydde under Svea hovrätt.

## Tingslag
Vid bildandet löd fem tingslag under domsagan, men detta antal minskades i etapper. Den 1 september 1907 bildades Hedemora tingslag av Hedemora och Garpenbergs tingslag, Husby tingslag, Stora Skedvi tingslag och Säters tingslag. När domsagan upphörde 1971 löd således under den bara två tingslag.

### Från 1858
- Folkare tingslag
- Hedemora tingslag till 1860
- Hedemora och Garpenbergs tingslag från 1860
- Husby tingslag
- Stora Skedvi tingslag
- Säters tingslag

### Från 1907
- Folkare tingslag
- Hedemora tingslag

## Häradshövdingar
- 1858–1864 Gustaf Edvard Rydberg
- 1864–1870 Johan Gustaf Broomé
- 1871–1889 Johan Anton Bovin
- 1890–1912 Gustaf Nils Theodor af Callerholm
- 1912–1921 Karl-Henrik Mauritz Högstedt
- 1921–1929 Philip Ehrenkrona
- 1930–1941 Ivar Lamech Wieslander
- 1942–1964 Olof Gabriel Thulin
- 1964-1970 Holger Nordqvist